# Porta Valbona
La Porta Valbona est la principale porte de ville de l'enceinte des murs d'Urbino, dans la région des Marches, en Italie. La Porta Valbona s'ouvre sur la Piazza del Mercatale. Son importance est déterminée par le fait qu'elle débouche sur la via Mazzini, la rue principale de la ville.

## Histoire
La porte remonte à la seconde moitié du XVe siècle, lorsque le duc Frédéric de Montefeltro fit construire un nouveau mur d'enceinte. Elle a été reconstruite en 1621 dans le cadre des embellissements (temporaires et permanents) organisés par la communauté citadine pour accueillir les jeunes mariés, Frédéric Ubaldo della Rovere et Claudia de Medicis. En effet au centre de la frise se trouve l'inscription dédiée aux deux époux : Urbinum romanorum antiquissimum municipum / Umbriae olim vetustissima civitas / Modo inter piceni maiores / Longe tamen hisce temporibus / Sub serenissimus ducibus suis clarior / Sed ilarior numquam / Federico et Claudiae principibus / Fastum et foecundum praecatur conjugium. De plus, sur la base au centre du fronton brisé, était placée une statue de la Renommée, qui a été perdue après le XVIIIe siècle, ainsi que les deux statues dans les niches latérales, qui devaient représenter Umbro Suasso (fondateur mythique de la ville) et Federico da Montefeltro.
Au début du XVIIIe siècle, le pape d'Urbino Clément XI voulait moderniser le bâtiment, en commandant l'intervention à l'architecte Carlo Fontana, mais finalement seuls les deux aigles ont été ajoutés, placés sur les côtés de la porte, par Giovan Francesco Buonamici. La porte a été restaurée à l'occasion du jubilé de 1950, comme en témoigne l'inscription placée sur le dessus, au centre du fronton brisé, portant le texte suivant : Anno iubilaei / MCML / Aere publico / Pristini operis / Ad exemplar / Restitutum.